# Remdesivir
Remdesivir, được bán dưới tên thương hiệu Veklury, là một thuốc kháng virus phổ rộng được công ty dược phẩm sinh học Gilead Sciences phát triển. Nó được đưa vào cơ thể qua đường tiêm tĩnh mạch. Trong đại dịch COVID-19, remdesivir đã được phê duyệt hoặc cho phép sử dụng khẩn cấp để điều trị COVID-19 ở khoảng 50 quốc gia. Các hướng dẫn cập nhật từ Tổ chức Y tế Thế giới vào tháng 11 năm 2020 bao gồm khuyến cáo có điều kiện chống lại việc sử dụng remdesivir để điều trị COVID-19.
Remdesivir ban đầu được phát triển để điều trị viêm gan C, và sau đó được nghiên cứu để chữa bệnh do vi rút Ebola và nhiễm virus Marburg trước khi được nghiên cứu như một phương pháp điều trị sau khi nhiễm COVID-19.
Tác dụng phụ thường gặp nhất ở những người tình nguyện khỏe mạnh là tăng nồng độ men gan trong máu (một dấu hiệu của các vấn đề về gan). Tác dụng phụ thường gặp nhất ở những người bị nhiễm COVID‑19 là buồn nôn. Các tác dụng phụ có thể bao gồm viêm gan và phản ứng liên quan đến truyền dịch là buồn nôn, huyết áp thấp và đổ mồ hôi.
Remdesivir là một tiền chất nhằm cho phép phân phối nội bào của GS-441524 monophosphat và chuyển hóa sinh học sau đó thành GS-441524 triphosphat, một chất ức chế tương tự nucleotide ribo của RNA polymerase của virus.
Cơ quan Quản lý Thực phẩm và Dược phẩm Hoa Kỳ (FDA) coi đây là một loại thuốc tốt hạng nhất trong cùng phân nhóm.

## Sử dụng trong y tế
Vào tháng 11 năm 2020, Tổ chức Y tế Thế giới (WHO) đã cập nhật hướng dẫn về phương pháp điều trị cho COVID-19 để đưa vào khuyến cáo có điều kiện chống lại việc sử dụng remdesivir, được thực hiện theo các kết quả từ thử nghiệm thống nhất của WHO. Cơ quan Dược phẩm Châu Âu thông báo rằng họ sẽ đánh giá dữ liệu mới để xem liệu có cần sửa đổi việc cấp phép remdesivir hay không.
Ở Liên minh Châu Âu, remdesivir được chỉ định để điều trị bệnh do coronavirus 2019 (COVID‑19) ở người lớn và thanh thiếu niên (từ 12 tuổi trở lên với trọng lượng cơ thể ít nhất 40 kg) bị viêm phổi cần bổ sung oxy.
Tại Hoa Kỳ, remdesivir được chỉ định sử dụng cho người lớn và thanh thiếu niên (từ mười hai tuổi trở lên với trọng lượng cơ thể ít nhất 40 kg) để điều trị bệnh nhân COVID‑19 cần nhập viện. Vào tháng 11 năm 2020, FDA đã ban hành giấy phép sử dụng khẩn cấp (EUA) cho sự kết hợp của baricitinib với remdesivir, để điều trị các ca nghi ngờ hoặc đã xác nhận tại phòng thí nghiệm là đã mắc COVID-19 ở những người nhập viện từ hai tuổi trở lên cần oxy bổ sung, thở máy xâm nhập, hoặc trao đổi oxy qua màng ngoài cơ thể (ECMO).

### Tranh cãi
Theo các chuyên gia quốc tế của British Medical Journal, remdesivir "có lẽ không có ảnh hưởng quan trọng đến nhu cầu thở máy và có thể ít hoặc không ảnh hưởng đến thời gian nằm viện". Do giá của thuốc này cao, các tác giả chỉ ra rằng remdesivir có thể làm chuyển hướng quỹ và nỗ lực khỏi các phương pháp điều trị khác chống lại COVID‑19.
Vào tháng 11 năm 2020, Tổ chức Y tế Thế giới đã cập nhật hướng dẫn về phương pháp điều trị cho COVID-19 để đưa vào khuyến cáo có điều kiện chống lại việc sử dụng remdesivir, do kết quả từ thử nghiệm thống nhất của WHO.

## Phản ứng phụ
Các tác dụng ngoài ý muốn phổ biến nhất ở những người được điều trị bằng remdesivir là suy hô hấp và các dấu hiệu sinh học máu bị suy giảm ở các cơ quan, bao gồm albumin thấp, kali thấp, số lượng hồng cầu thấp, số lượng tiểu cầu thấp và tăng bilirubin (vàng da). Các tác dụng phụ khác được báo cáo bao gồm đau dạ dày ruột, tăng nồng độ transaminase trong máu (men gan), phản ứng tại chỗ tiêm truyền và bất thường điện tâm đồ. Remdesivir có thể gây ra các phản ứng liên quan đến tiêm truyền, bao gồm huyết áp thấp, buồn nôn, nôn mửa, đổ mồ hôi hoặc rùng mình.
Các tác dụng phụ có thể xảy ra khác của remdesivir bao gồm:
- Các phản ứng liên quan đến truyền dịch. Các phản ứng liên quan đến truyền dịch đã được thấy khi truyền remdesivir hoặc khoảng thời gian tiêm remdesivir.[21] Các dấu hiệu và triệu chứng của phản ứng liên quan đến truyền dịch có thể bao gồm: huyết áp thấp, buồn nôn, nôn mửa, đổ mồ hôi và rùng mình.[21]
- Tăng nồng độ men gan, thấy trong các xét nghiệm máu gan bất thường.[21] Tăng mức độ men gan đã được thấy ở những người đã nhận được remdesivir, có thể là một dấu hiệu của tình trạng viêm hoặc tổn thương các tế bào trong gan.[21]

## Dược lý học

### Kích hoạt

Kích hoạt remdesivir thành chất chuyển hóa triphosphat có hoạt tính

Remdesivir là một ProTide (tiền chất của nucleotide). Remdesivir sẽ được hấp thụ vào trong tế bào rồi chuyển hóa thành GS-441524 mono-phosphate thông qua các esterase (CES1 và CTSA) và phosphoamidase (HINT1); GS-441524 tiếp tục được phosphoryl hóa thành dạng triphosphat có hoạt tính bởi nucleoside-phosphat kinase. Con đường kích hoạt sinh học này xảy ra trong tế bào, nhưng một lượng đáng kể remdesivir bị thủy phân sớm ngoài tế bào với GS-441524 là chất chuyển hóa chính trong huyết tương, và là chất chuyển hóa duy nhất còn lại hai giờ sau khi dùng thuốc này.

### Cơ chế hoạt động
Là một chất tương tự adenosine triphosphate (GS-443902), chất chuyển hóa có hoạt tính của remdesivir can thiệp vào hoạt động của RNA polymerase phụ thuộc RNA của virus và né tránh việc đọc sửa do exoribonuclease của virus (ExoN), gây ra việc giảm sản xuất RNA của virus. Ở một số vi rút như vi rút hợp bào hô hấp, nó làm cho các RNA polymerase phụ thuộc RNA tạm dừng, nhưng tác dụng chủ yếu của nó (như ở Ebola) là gây ra sự kết thúc chuỗi RNA không thể đảo ngược. Không giống như nhiều chất tương tự nucleotide/nucleoside khác không cho các nucleotide được thêm vào chuỗi và dừng kéo dài chuỗi ngay lập tức, sự ức chế sao chép của GS-443902 chỉ xảy ra sau khi năm base bổ sung đã được thêm vào chuỗi RNA đang sao chép. Đối với RNA Polymerase phụ thuộc RNA của MERS-CoV, SARS-CoV-1 và SARS-CoV-2, sự kết thúc chuỗi RNA xảy ra sau khi kết hợp ba nucleotide bổ sung. Do đó, remdesivir được phân loại là một chất kháng virus tác dụng trực tiếp, hoạt động như một chất chấm dứt chuỗi chậm.

### Dược động học
Ở động vật linh trưởng không phải người, thời gian bán hủy trong huyết tương của tiền chất này là 20 phút, với chất chuyển hóa chính là nucleoside, GS-441524. Hai giờ sau khi tiêm, chất chuyển hóa chính GS-441524 hiện diện ở nồng độ vi cực, trong khi không còn phát hiện được remdesivir nguyên vẹn nữa. Do sự chuyển đổi ngoại bào nhanh chóng thành GS-441524, một số nhà nghiên cứu đã đặt câu hỏi liệu lượng GS-443902 trong tế bào có thực sự đến từ việc loại bỏ tiền chất remdesivir hay xảy ra bởi sự phosphoryl hóa GS-441524 và liệu việc sử dụng trực tiếp GS-441524 sẽ tạo thành một loại thuốc COVID‑19 rẻ hơn và dễ sử dụng hơn so với remdesivir. Dạng có hoạt tính của remdesivir duy trì được nồng độ ổn định trong các tế bào đơn nhân máu ngoại vi và có thể trong cả các tế bào khác.

### Kháng thuốc
Các đột biến trong bản sao RNA của virus viêm gan chuột gây ra kháng thuốc một phần với remdesivir đã được xác định vào năm 2018. Những đột biến này làm cho virus kém hiệu quả hơn trong tự nhiên và các nhà nghiên cứu tin rằng chúng có thể sẽ không tồn tại ở những nơi không sử dụng remdesivir.

## Tương tác
Remdesivir được các enzym cytochrom P450 CYP2C8, CYP2D6 và CYP3A4 chuyển hóa ít nhất một phần. Nồng độ remdesivir trong huyết tương dự kiến sẽ giảm nếu nó được sử dụng cùng với các chất cảm ứng cytochrom P450 như rifampicin, carbamazepine, phenobarbital, phenytoin, primidone và St John's wort.
Sử dụng chloroquine hoặc hydroxychloroquine với remdesivir có thể làm giảm hoạt tính kháng virus của remdesivir. Không khuyến cáo dùng đồng thời remdesivir và chloroquine phosphate hoặc hydroxychloroquine sulfate dựa trên dữ liệu in vitro chứng minh tác dụng đối kháng của chloroquine đối với hoạt động chuyển hóa nội bào và hoạt tính kháng virus của remdesivir.

## Tổng hợp

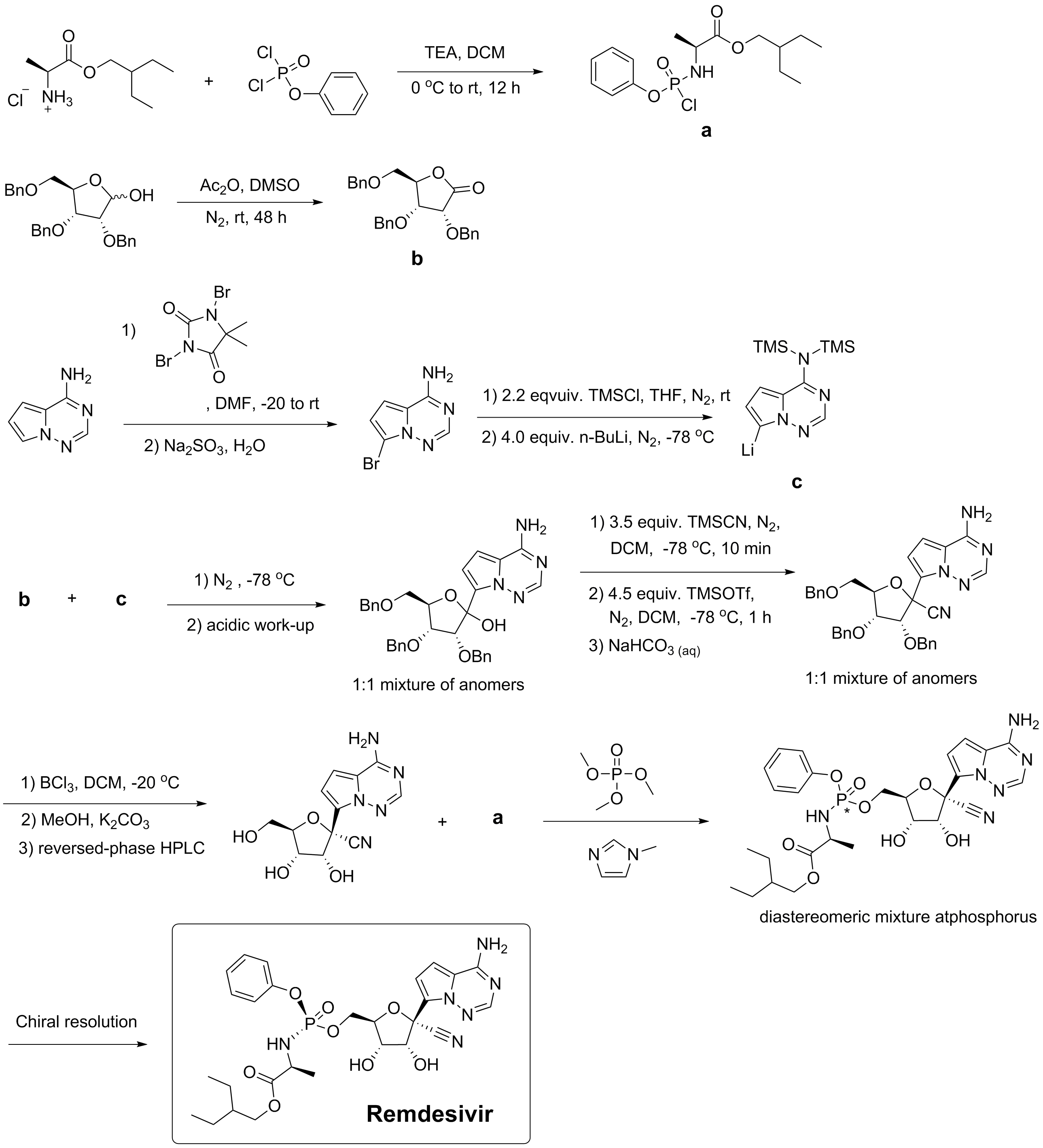
Tổng hợp remdesivir trong công thức cấu trúc

Remdesivir có thể được tổng hợp theo nhiều bước từ các dẫn xuất ribose. Hình bên phải là một trong những lộ trình tổng hợp của remdesivir được Chun và các đồng tác giả từ Gilead Sciences phát minh. Trong phương pháp này, chất trung gian a trước hết được điều chế từ L- alanin và phenyl photphorodicloridat với sự có mặt của trietylamin và diclometan; ribose được bảo vệ ba benzyl bị oxy hóa bởi dimethyl sulfoxit với anhydrit axetic và tạo ra chất trung gian lacton b ; pyrrolo [2,1-f] [1,2,4] triazin-4-amin được brom hóa, và nhóm amin được bảo vệ bằng trimetylsilyl clorua dư. n-Butyllithium trải qua phản ứng trao đổi halogen-lithium với bromide ở −78 °C (−108 °F) để thành giá trị trung gian c. Chất trung gian b sau đó được thêm từng giọt vào dung dịch chứa chất trung gian c. Sau khi dập tắt phản ứng trong dung dịch nước có tính axit yếu, thu được hỗn hợp anomer theo tỉ lệ 1: 1. Sau đó, nó được phản ứng với một lượng dư trimetylsilyl xyanua trong diclometan ở −78 °C (−108 °F) trong 10 phút. Trimethylsilyl triflat được thêm vào và phản ứng trong một giờ nữa, và hỗn hợp được dập tắt trong dung dịch natri hydro cacbonat. Một chất trung gian nitrile có thể thu được. Nhóm bảo vệ benzyl, sau đó được loại bỏ bằng bo triclorua trong diclometan ở −20 °C (−4 °F). Lượng dư bo triclorua được dập tắt trong hỗn hợp kali cacbonat và metanol và thu được chất trung gian không chứa benzyl. Các đồng phân sau đó được tách ra thông qua HPLC pha đảo ngược. Hợp chất tinh khiết về mặt quang học và chất trung gian a được phản ứng với trimethyl phosphate và methylimidazole để thu được hỗn hợp đồng phân không đối quang của remdesivir. Cuối cùng, có thể thu được remdesivir tinh khiết về mặt quang học thông qua các phương pháp phân giải bất đối xứng.

## Thử nghiệm
Remdesivir ban đầu được tạo ra và phát triển bởi Gilead Sciences vào năm 2009, để điều trị viêm gan C và virus hợp bào hô hấp (RSV). Nó không có tác dụng trong chữa trị bệnh viêm gan C hoặc RSV, nhưng sau đó được sử dụng lại và được nghiên cứu như một phương pháp điều trị tiềm năng cho bệnh do virus Ebola và nhiễm virus Marburg. Theo Hãng thông tấn Séc, dòng nghiên cứu mới này được thực hiện dưới sự chỉ đạo của nhà khoa học Tomáš Cihlář. Sau đó, sự hợp tác của các nhà nghiên cứu từ Trung tâm Kiểm soát và Phòng ngừa Dịch bệnh (CDC) và Gilead Sciences sau đó đã phát hiện ra rằng remdesivir có hoạt tính kháng vi rút in vitro - trong ống nghiệm chống lại nhiều filovirus, pneumovirus, paramyxovirus và coronavirus.
Nghiên cứu và phát triển tiền lâm sàng và lâm sàng được thực hiện với sự hợp tác giữa Gilead Sciences và các cơ quan chính phủ Hoa Kỳ và các tổ chức học thuật.
Vào giữa những năm 2010, công ty luật Mintz Levin đã thay mặt Gilead Sciences đăng ký các đơn xin cấp bằng sáng chế khác nhau cho remdesivir trước Văn phòng Sáng chế và Nhãn hiệu Hoa Kỳ (USPTO). USPTO đã cấp hai bằng sáng chế về remdesivir cho Gilead Sciences vào ngày 9 tháng 4 năm 2019: một cho filovirus và một bao gồm cả hai loại virus và coronavirus.

### Ebola
Vào tháng 10 năm 2015, Viện Nghiên cứu Bệnh Truyền nhiễm của Quân đội Hoa Kỳ (USAMRIID) đã công bố kết quả tiền lâm sàng rằng remdesivir đã ngăn chặn vi rút Ebola ở khỉ Rhesus. Travis Warren, người đã từng là điều tra viên chính của USAMRIID từ năm 2007, nói rằng "công trình này là kết quả của sự hợp tác liên tục giữa USAMRIID và Gilead Sciences". Việc "sàng lọc ban đầu" của "thư viện hợp chất Gilead Sciences để tìm ra các phân tử có hoạt tính kháng virus đầy hứa hẹn" đã được thực hiện bởi các nhà khoa học tại Trung tâm Kiểm soát và Phòng ngừa Dịch bệnh (CDC). Nhờ sàng lọc này, các chuyên gia khuyến nghị rằng remdesivir "nên được phát triển hơn nữa như một phương pháp điều trị tiềm năng." 
Remdesivir nhanh chóng vượt qua các thử nghiệm lâm sàng do dịch vi rút Ebola ở Tây Phi 2013–2016, cuối cùng được sử dụng cho những người mắc bệnh. Kết quả sơ bộ rất hứa hẹn; và thuốc này đã được sử dụng trong trường hợp khẩn cấp trong đợt bùng phát dịch Ebola tại Kivu bắt đầu vào năm 2018, cùng với các thử nghiệm lâm sàng tiếp theo, cho đến tháng 8 năm 2019, khi các quan chức y tế Congo thông báo rằng remdesivir kém hiệu quả hơn đáng kể so với các phương pháp điều trị bằng kháng thể đơn dòng như ansuvimab và atoltivimab / maftivimab / odesivimab. Tuy nhiên, các thử nghiệm này đã chứng minh khả năng sử dụng an toàn của nó.

### Sử dụng trong thú y
Vào năm 2019, GS-441524 đã được chứng minh là có triển vọng điều trị viêm phúc mạc truyền nhiễm ở mèo do coronavirus gây ra. Nó chưa được Cơ quan Quản lý Thực phẩm và Dược phẩm Hoa Kỳ (FDA) đánh giá hoặc phê duyệt để điều trị coronavirus ở mèo hoặc viêm phúc mạc truyền nhiễm ở mèo nhưng đã có mặt từ năm 2019, thông qua các trang web và phương tiện truyền thông xã hội như một chất không được kiểm soát ở chợ đen. Bởi vì GS-441524 là chất chuyển hóa lưu hành chính của remdesivir và vì GS-441524 có hiệu lực tương tự chống lại SARS-Cov-2 in vitro, một số nhà nghiên cứu đã tranh luận về việc sử dụng trực tiếp GS-441524 như một phương pháp điều trị COVID ‑ 19.

### COVID-19
Remdesivir đã được phê duyệt để sử dụng trong y tế tại Hoa Kỳ vào tháng 10 năm 2020. Cơ quan Quản lý Thực phẩm và Dược phẩm Hoa Kỳ (FDA) đã phê duyệt remdesivir dựa trên phân tích dữ liệu của cơ quan từ ba thử nghiệm lâm sàng ngẫu nhiên, có đối chứng bao gồm những người tham gia nhập viện với COVID‑19 từ nhẹ đến nặng. FDA đã chấp thuận và ban hành lại EUA đã sửa đổi cho Gilead Sciences Inc. FDA đã phê duyệt remdesivir chủ yếu dựa trên bằng chứng từ ba thử nghiệm lâm sàng (NCT04280705, NCT04292899 và NCT04292730) trên 2043 người tham gia nhập viện với COVID-19. Các thử nghiệm được thực hiện tại 226 địa điểm ở 17 quốc gia bao gồm cả Hoa Kỳ.
Một thử nghiệm lâm sàng ngẫu nhiên, double-blind, có đối chứng với giả dược (ACTT-1), được thực hiện bởi Viện Dị ứng và Bệnh truyền nhiễm Quốc gia, đã đánh giá thời gian những người tham gia phục hồi sau COVID-19 trong vòng 29 ngày kể từ ngày được điều trị. Thử nghiệm đã xem xét 1.062 người tham gia nhập viện với COVID‑19 mức độ nhẹ, trung bình và nặng được điều trị bằng remdesivir (n = 541) hoặc giả dược (n = 521), cộng với chăm sóc tiêu chuẩn. Phục hồi được định nghĩa là xuất viện hoặc nhập viện nhưng không cần oxy bổ sung và không cần chăm sóc y tế liên tục. Thời gian trung bình để hồi phục sau COVID‑19 là 10 ngày đối với nhóm dùng remdesivir so với 15 ngày đối với nhóm giả dược, một sự khác biệt đáng kể về mặt thống kê. Nhìn chung, tỷ lệ cải thiện lâm sàng ở ngày 15 cũng cao hơn có ý nghĩa thống kê ở nhóm dùng remdesivir so với nhóm dùng giả dược.
Một thử nghiệm lâm sàng đa trung tâm ngẫu nhiên thứ hai trên những người tham gia là người lớn nhập viện với COVID ‑ 19 vừa phải so với điều trị bằng remdesivir trong năm ngày (n = 191) và điều trị bằng remdesivir trong 10 ngày (n = 193) với tiêu chuẩn chăm sóc (n = 200). Các nhà nghiên cứu đã đánh giá tình trạng lâm sàng của những người tham gia vào Ngày 11. Nhìn chung, tỷ lệ cải thiện các triệu chứng COVID‑19 của một đối tượng cao hơn có ý nghĩa thống kê trong nhóm dùng remdesivir 5 ngày vào Ngày 11 khi so sánh với những người chỉ nhận được sự chăm sóc tiêu chuẩn. Tỷ lệ cải thiện với nhóm điều trị 10 ngày khi so sánh với nhóm chỉ được chăm sóc theo tiêu chuẩn là thuận lợi về mặt số học, nhưng không khác biệt nhiều khi thống kê.
Một thử nghiệm lâm sàng đa trung tâm riêng biệt, ngẫu nhiên, nhãn mở thứ ba trên những người tham gia là người lớn nhập viện với COVID‑19 nghiêm trọng so với điều trị bằng remdesivir trong năm ngày (n = 200) và điều trị bằng remdesivir trong 10 ngày (n = 197). Các nhà nghiên cứu đã đánh giá tình trạng lâm sàng của những người tham gia vào Ngày 14. Nhìn chung, tỷ lệ cải thiện các triệu chứng COVID-19 của một đối tượng là tương tự đối với những người trong nhóm dùng remdesivir 5 ngày như những người trong nhóm dùng remdesivir 10 ngày và không có sự khác biệt có ý nghĩa thống kê về tỷ lệ hồi phục hoặc tỷ lệ tử vong giữa hai nhóm.

#### Remdesivir/baricitinib
Vào tháng 5 năm 2020, Viện Quốc gia về Dị ứng và Bệnh truyền nhiễm (NIAID) bắt đầu Thử nghiệm điều trị COVID-19 thích ứng 2 (ACTT-2) để đánh giá tính an toàn và hiệu quả của một phác đồ điều trị bao gồm remdesivir cộng với baricitinib để điều trị người lớn nhập viện do nhiễm SARS-CoV-2 đã được phòng thí nghiệm xác nhận với bằng chứng liên quan đến phổi, bao gồm nhu cầu bổ sung oxy, chụp X-quang ngực bất thường hoặc bệnh cần thở máy.
Vào tháng 11 năm 2020, Cơ quan Quản lý Thực phẩm và Dược phẩm Hoa Kỳ (FDA) đã cấp giấy phép sử dụng khẩn cấp (EUA) cho thuốc baricitinib, kết hợp với remdesivir, để điều trị nghi ngờ hoặc đã được phòng thí nghiệm xác nhận COVID-19 ở những người nhập viện hai tuổi. trở lên cần oxy bổ sung, thở máy xâm nhập hoặc oxy qua màng ngoài cơ thể (ECMO). Dữ liệu hỗ trợ EUA đối với baricitinib kết hợp với remdesivir dựa trên một thử nghiệm lâm sàng ngẫu nhiên, mù đôi, có đối chứng với giả dược (ACTT-2), được Viện Dị ứng và Bệnh truyền nhiễm Quốc gia (NIAID) tiến hành. EUA đã được cấp cho Eli Lilly and Company.

#### Remdesivir/interferon beta-1a
Vào tháng 8 năm 2020, NIAID bắt đầu Thử nghiệm điều trị COVID-19 thích ứng 3 (ACTT 3) để đánh giá tính an toàn và hiệu quả của một phác đồ điều trị bao gồm remdesivir cộng với interferon beta-1a cho người lớn nhập viện do SARS-CoV-2 đã được phòng thí nghiệm xác nhận với nhiễm trùng với bằng chứng liên quan đến phổi, bao gồm nhu cầu bổ sung oxy, chụp X-quang ngực bất thường hoặc bệnh cần thở máy.

## Cấp phép và triển khai
Remdesivir được phê duyệt hoặc cho phép sử dụng khẩn cấp để điều trị COVID‑19 ở khoảng 50 quốc gia. Remdesivir đã được phép sử dụng trong trường hợp khẩn cấp ở Ấn Độ, Singapore, và được phép sử dụng ở Nhật Bản, Liên minh Châu Âu, Hoa Kỳ và Úc cho những người có các triệu chứng nghiêm trọng. Vào tháng 2 năm 2021, Ủy ban về các sản phẩm thuốc dùng cho người (CHMP) của Cơ quan Y tế Châu Âu (EMA) bắt đầu đánh giá để quyết định xem liệu chỉ định cho remdesivir có nên được sửa đổi để bao gồm các chỉ định không cần oxy bổ sung hay không.
Remdesivir là phương pháp điều trị COVID‑19 đầu tiên được Cục Quản lý Thực phẩm và Dược phẩm Hoa Kỳ (FDA) phê duyệt. Sự chấp thuận của FDA không bao gồm toàn bộ dân số đã được phép sử dụng remdesivir theo Giấy phép sử dụng khẩn cấp (EUA) ban đầu được ban hành vào ngày 1 tháng 5 năm 2020. Để đảm bảo đối tượng trẻ em được bảo hiểm trước đây theo EUA tiếp tục được dùng thuốc này, FDA đã sửa đổi EUA đối với thuốc remdesivir để cho phép sử dụng thuốc này để điều trị nghi ngờ hoặc đã được phòng thí nghiệm xác nhận COVID‑19 ở bệnh nhi nhập viện nặng 3,5 kg đến dưới 40 kg hoặc bệnh nhi nhập viện dưới mười hai tuổi có cân nặng ít nhất 3,5 kg. Các thử nghiệm lâm sàng đánh giá tính an toàn và hiệu quả của remdesivir trên quần thể bệnh nhi này đang được tiến hành.